# Бота (Бергамо)
Бота је насеље у Италији у округу Бергамо, региону Ломбардија.
Према процени из 2011. у насељу је живело 1604 становника. Насеље се налази на надморској висини од 349 м.